# ミリプラチン
ミリプラチン（Miriplatin）は、白金系抗癌剤の一つである。脂溶性が高く、肝細胞癌の動脈塞栓療法（TACE）に用いられる。製剤は一水和物であり、専用の懸濁剤としてヨード化ケシ油脂肪酸エチルエステルが添付されている。

## 効能・効果
- 肝細胞癌におけるリピオドリゼーション

## 禁忌
下記の患者には禁忌とされている。
- 白金を含む薬剤またはヨード系薬剤に対する重篤な過敏症の既往歴のある患者
- 重篤な甲状腺疾患のある患者
- 妊婦または妊娠している可能性のある婦人

## 副作用
ほぼ全例に発熱が現れる他、91%の患者にCRP上昇が、81%の患者に好酸球増多が、76％の患者にNAG上昇が見られる。
重大な副作用として、下記のものが知られている。
- 肝機能障害（5〜10％）、黄疸、肝不全：AST(GOT)、ALT(GPT)、ビリルビン、ALP、γ-GTPの上昇等
- 肝・胆道障害：胆嚢炎、胆汁性嚢胞、肝膿瘍等
- 感染症（1％未満）
- 骨髄抑制（1％未満）：好中球減少等
- ショック、アナフィラキシー様症状
- 間質性肺炎
- 急性腎不全

## 薬物動態
患者の肝動脈内にミリプラチン懸濁液を1回または2回投与した場合、1回目は18～37日、2回目は7〜34日で最高血中濃度に達し、投与6〜8ヵ月後で31.0±6.4％、10〜14ヵ月後でも17.1±3.7％が検出された。
ミリプラチンは肝臓で高濃度に検出され、正常細胞よりも腫瘍細胞での濃度が高かった。白金量は投与1週間後まで殆ど減少することなく維持された:24。

## 相互作用
ミリプラチンはCYP3A4と相互作用しない。

## 参考資料
1. 1 2 3  “ミリプラ動注用70mg 添付文書”. www.info.pmda.go.jp.   PMDA. 2021年8月15日閲覧。
2. ↑  Hanada, Mitsuharu; Baba, Akemi; Tsutsumishita, Yasuyuki; Noguchi, Toshihiro; Yamaoka, Takashi; Chiba, Nobuyoshi; Nishikaku, Fumio (2009-07). “Intra-hepatic arterial administration with miriplatin suspended in an oily lymphographic agent inhibits the growth of tumors implanted in rat livers by inducing platinum-DNA adducts to form and massive apoptosis” (英語). Cancer Chemotherapy and Pharmacology 64 (3):  473–483. doi:10.1007/s00280-008-0895-3. ISSN 0344-5704. PMC 2691803. PMID 19104812.
3. ↑  “ミリプラ動注用70mg インタビューフォーム”. www.info.pmda.go.jp.   PMDA. 2021年8月15日閲覧。